# Naked II
Naked II je koncertní album nizozemské hardrockové skupiny Golden Earring, vydané 9. listopadu 1997 společností CNR Music. Spolu se skupinou jej produkoval John Sonneveld. Stejně jako The Naked Truth (1992) jde o akustické album. V nizozemské hitparádě se umístilo na druhé příčce. Za prodej více než 100 000 nosičů bylo oceněno platinovou deskou.

## Seznam skladeb
Všechny skladby napsali Barry Hay a George Kooymans, pokud není uvedeno jinak.
| Pořadí         | Název                                | Autor                 | Délka |
| -------------- | ------------------------------------ | --------------------- | ----- |
| 1.             | Who Do You Love                      | Ellas McDaniel        | 3:22  |
| 2.             | Buddy Joe                            | Kooymans              | 2:21  |
| 3.             | She Flies on Strange Wings           | Kooymans              | 6:11  |
| 4.             | Quiet Eyes                           |                       | 3:53  |
| 5.             | Going to the Run                     |                       | 3:54  |
| 6.             | Bombay                               |                       | 3:41  |
| 7.             | Burning Stuntman (studiová nahrávka) |                       | 4:09  |
| 8.             | Mood Indigo (studiová nahrávka)      |                       | 4:13  |
| 9.             | Where Will I Be                      | Kooymans              | 4:06  |
| 10.            | This Wheel's on Fire                 | Rick Danko, Bob Dylan | 3:15  |
| 11.            | Johnny Make Believe                  |                       | 4:40  |
| 12.            | When the Lady Smiles                 |                       | 5:21  |
| 13.            | The Devil Made Me Do It              |                       | 7:18  |
| Celková délka: | Celková délka:                       | Celková délka:        | 56:24 |

## Sestava
- Rinus Gerritsen – baskytara
- Barry Hay – kytara, zpěv
- George Kooymans – kytara, zpěv
- Cesar Zuiderwijk – bicí
- John Sonneveld – producent, inženýr
- Cicero Vonnegun – klávesy